# Iosif Fekete
 (octobre 2012).
Si vous disposez d'ouvrages ou d'articles de référence ou si vous connaissez des sites web de qualité traitant du thème abordé ici, merci de compléter l'article en donnant les références utiles à sa vérifiabilité et en les liant à la section « Notes et références ».
Pour les articles homonymes, voir Fekete/Fékété.
Iosif Fekete (15 juillet 1903 - 12 octobre 1979) est un sculpteur roumain d'origine hongroise ayant écrit un chapitre original de l'histoire de l'art moderne en Roumanie.[Interprétation personnelle ?]

## Biographie
Né le 15 juin 1903 à Hunedoara en Transylvanie, Iosif Fekete étudia de 1921 à 1927 à l'école des Beaux Arts de Bucarest où il fut l'élève de Fritz Storck, Constantin Artachino et Demetrescu George Mirea. Il fut également formé à la sculpture par Dimitrie Paciurea qui lui enseigna les grands principes du modelage, les lois de la composition et de la construction monumentale, ainsi que l'équilibre des formes.
Dès sa jeunesse, il s'initie à la sculpture et au modelage. Il réalise au cours de vie des œuvres en pierre, en marbre, bois, en plâtre et en bronze, pour des sculptures monumentales, des statues, des bustes et bas-reliefs, représentant des scènes de genre, des bibelots. Il faut également ajouter la céramique (bas-reliefs polychromes de toutes dimensions, objets ménagers), des ouvrages en fer forgé, des cloisonnés, des gravures sur bois, des illustrations de livres...
Fekete aborda avec succès tous les genres de sculpture, mais c'est surtout dans la sculpture monumentale qu'il se spécialisa. En 1928-1929, il s'inspire d’un minuscule projet de Lydia Kotzebue pour élever un Monument aux aviateurs, qui aujourd’hui encore à Bucarest.

## Œuvre
L'homme volant restera un des thèmes favoris de Fekete, et le monument témoigne de l’intérêt passionné voué par l’artiste à l’architecture des formes et au juste rapport des volumes à l'espace ambiant. Cette sculpture est composée d'un obélisque de pierre, sur lequel trône une statue de bronze représentant un homme robuste aux ailes déployées.[Interprétation personnelle ?] Du même style et de la même veine, le monument élevé à la gloire de Horia, Closca et Crisan (en) à Alba Iulia, et auquel a collaboré l’architecte Octavian Mihaltianu.
Outre les sculptures monumentales, les nombreux portraits de Fekete, ainsi que ses bronzes lui assurent une réelle reconnaissance parmi les artistes roumains. Sur la fin de sa vie, ses œuvres étaient de dimensions plus modestes.[Interprétation personnelle ?]